# 纏繞狸藻
纏繞狸藻（學名：Utricularia volubilis）為狸藻科狸藻屬的多年生贴水生食虫植物。其种加词“volubilis”来源于拉丁文，意为“旋转”。纏繞狸藻為西澳西南部的沿海地區特有種。

## 外部連結
- 食虫植物照片搜寻引擎中纏繞狸藻的照片 （页面存档备份，存于）
- Utricularia volubilis[]. FloraBase. 西澳政府環境保育局.

 维基共享资源上的相關多媒體資源：纏繞狸藻
 維基物種上的相關：纏繞狸藻